# Церопластовая кислота
 Церопластовая кислота  (Пентатриаконтановая кислота) CH3(CH2)33COOH — одноосновная предельная карбоновая кислота.

## Нахождение в природе
Церопластовая кислота выделяется из сахарно-тростникового воска (Saccharum officinarum L.).

## Использование
Церопластовая кислота используется в фармакологической промышленности.